# 波蘭維基媒體協會
波蘭維基媒體協會（Wikimedia Polska）是波蘭的維基媒體使用者自行組織地區性的組織，成立於2005年8月14日。截至2006年5月，該會擁有約45名會員。

## 外部連結
- 波蘭維基媒體協會 （页面存档备份，存于）